# Шведська Ост-Індійська компанія
Шведська Ост-Індійська компанія (швед. Svenska Ostindiska Companiet або SOIC) — компанія, створена в Швеції у XVIII ст. для ведення морської торгівлі з країнами Сходу.
У Швеції перші торгові компанії за зразком іноземних стали виникати ще у XVII ст., але їхня діяльність не мала великого успіху. 
Заснування Шведської Ост-Індійської компанії було наслідком ліквідації у 1731 р. Австрійської Ост-Індійської компанії. Іноземці, які мали надію отримати прибуток від участі в колоніальній торгівлі, звернули свою увагу на Швецію. Шотландець Колін Кемпбелл разом із гетеборжцем Нікласом Сальгреном звернулися до комісара Хенріка Кьоніга, який і став їхнім представником перед шведським урядом. 
Після попередніх обговорень в уряді й на риксдазі 14 червня 1731 р. король підписав перший привілей строком на 15 років. Цей привілей давав Хенріку Кьонігу та його компаньйонам право за помірну платню короні здійснювати торгівлю з Ост-Індією, а саме «в усіх портах, містах та річках по інший бік від мису Доброї Надії». Судна, що їх відправляла компанія, повинні були відпливати лише з Гетеборга й туди ж приходити після плавання, щоб продати свій вантаж на відкритому аукціоні. Їй дозволялося споряджати стільки судів, скільки їй було потрібно, з тією лише умовою, що вони повинні бути побудовані або куплені у Швеції.
Компанія керувалася дирекцією, до якої входили як мінімум три особи, що розумілися на торгівлі. У випадок смерті одного з директорів компанії ті директори, що залишилися, мали обрати третього. Директорами могли бути лише шведські піддані, що сповідували протестантську віру. 
Вже на самому початку свого існування компанія зіткнулася з перепонами, які їй чинили іноземні конкуренти й вітчизняні противники. 
Перший споряджений корабель компанії був захоплений голландцями в Ерсунні (протоці між о.Зеландія та Скандинавським півостровом), але незабаром був усе ж звільнений. Спроба закріпитися в Індії виявилася ще менш вдалою. У вересні 1733 р. компанія заснувала в Порто-Ново на Коромандельському березі факторію, але вже в жовтні вона була знищена військами, спорядженими англійським губернатором Мадраса та французьким губернатором Пондішері. Всі товари були конфісковані, а англійські піддані, що знаходилися там, - заарештовані. У 1740 р. англійський уряд погодився виплатити компанії компенсацію в  розмірі 12 тис. фунтів стерлінгів. 
Після конфлікту в Порто-Ново в риксдазі періодично почали підніматися питання щодо припинення  ост-індійської торгівлі, яка псувала відносини з морськими державами. Проте справа  поступово просувалася. Компанія всіляко уникала зіткнень з ост-індійськими компаніями, у зв’язку з чим вона робила акцент на торгівлю з Китаєм, залишивши плани закріпитися на індійському узбережжі. 
За час дії першого привілею було здійснено 25 експедицій, з яких лише три були в Бенгалію, всі ж інші мали кінцевою метою Китай. Не зважаючи на втрату чотирьох суден, у цілому експедиції принесли значний дохід, що в середньому на 42%  перевищував вкладені в них кошти. 
У 1746 р. був наданий другий привілей, термін дії якого закінчувався лише через 20 років. Перші 14 експедицій були організовані так само, як і всі попередні, тобто кошти для спорядження суден збиралися щоразу окремо. Проте у 1753 р. компанія була реорганізована в акціонерне товариство зі статутним фондом. 
З 14 згаданих суден жодне не було втрачене, і кожна експедиція принесла прибуток в 39,5%. Після утворення статутного фонду на Схід було відряджено ще 22 експедиції, лише одна з яких ходила до Індії (в Сурат). При цьому було втрачене одне судно.
Особливо вдалим виявився третій привілей (1766–1786 рр.). Під час 39 відряджених експедицій не було втрачено жодного судна. Перемир'я між морськими державами, що встановилося під час Війни за незалежність США (1775–1783 рр.), створило надзвичайно сприятливу кон’юнктуру для торгівлі нейтральних держав.
Стан змінився в часи відновлення привілею у 1786–1806 та 1806–1821 рр. Нестабільна політична ситуація в Європі, пов’язана з Великою французькою революцією та Наполеонівськими війнами, стала значною завадою для здійснення  торгівлі. Власники четвертого привілею з 1803 до 1809 р. не змогли організувати жодної нової експедиції, внаслідок чого дивіденди в цей період не виплачувалися. Не зважаючи на те, що термін п’ятого привілею збігав лише 1821 р., 1814-го оголошено про дозвіл вільної торгівлі з Ост-Індією.
Для Гетеборга, що був місцем резиденції компанії, ост-індійська торгівля слугувала поштовхом для швидкого розвитку. Дорогі індійські та китайські товари – головно шовк, чай, порцеляна та спеції – розповсюджувалися на аукціонах, а згодом розходилися по всій Європі, посідаючи значне місце в шведському експорті. Щорічна середня вартість експорту ост-індійських товарів становила:
- у 1731–1746 рр. (1-ий привілей) - 147 971 риксдалер
- у 1746–1766 рр. (2-ий привілей) – 215 640 риксдалерів
- у 1766–1786 рр. (3-ій привілей) – 1 021 559 риксдалерів
- у 1786–1806 рр. (4-ий привілей) – 338 805 риксдалерів
- у 1806–1821 рр. (5-ий привілей) – 208 283 риксдалера.

Серед учасників компанії були не тільки великі торговці, але й державні діячі (серед них Карл Фредрік Шеффер та Юхан Лільєнкранц, значне число членів риксроду та інших високоповажних осіб.